# Schlatz

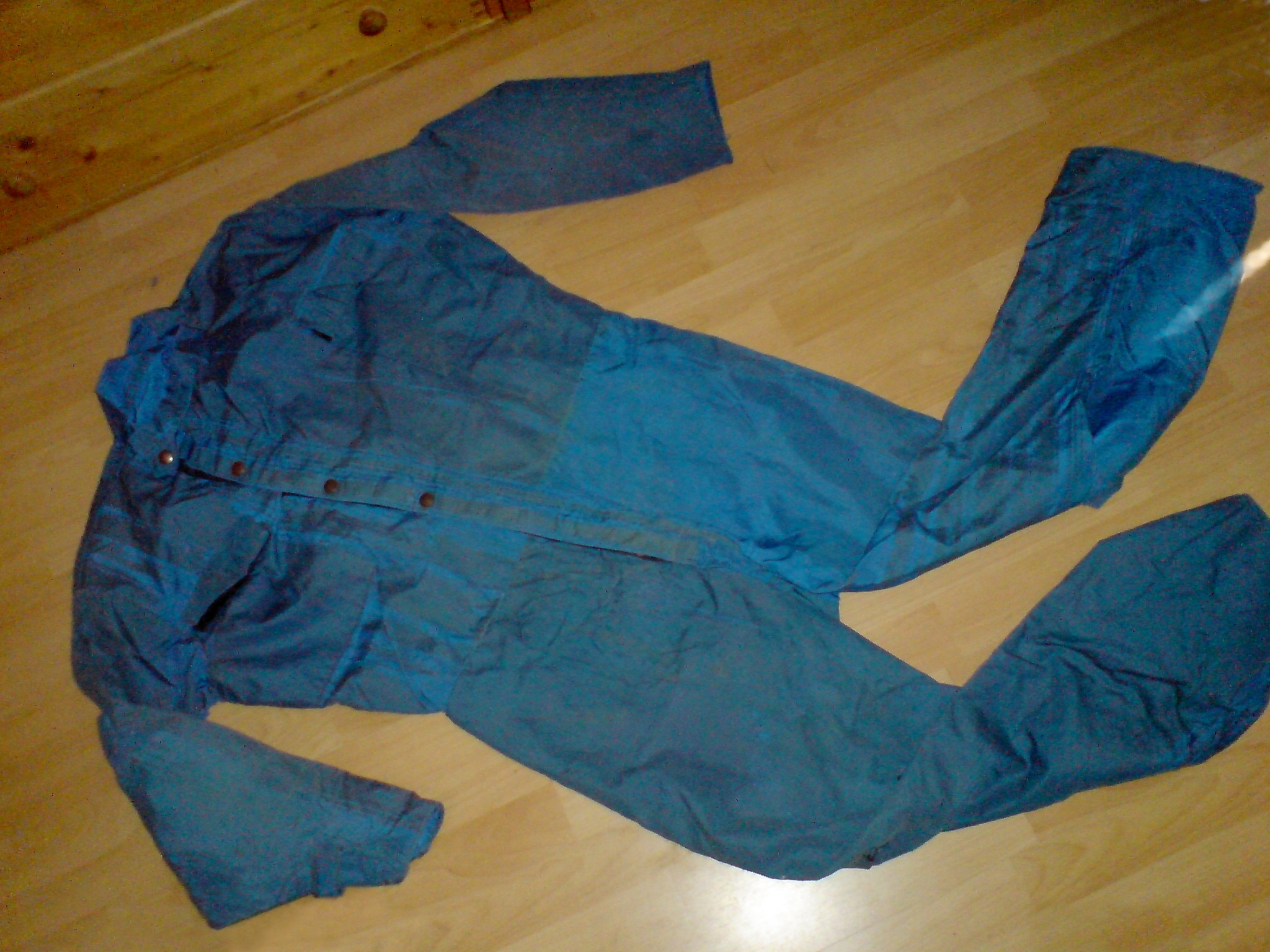
Gebrauchter Schlaz

Der Schlatz oder auch Schlaz ist im Jargon der Höhlenforscher der Ausdruck  für einen strapazierfähigen einteiligen Overall, der Schutz vor Schmutz (Höhlenlehm), Wasser und mechanischer Beschädigung während einer Höhlenbefahrung bietet. Schlaz ist im österreichisch-bairischen Sprachgebrauch auch eine Bezeichnung für die in Höhlen häufig anzutreffende – und für den Menschen unangenehme und für die Ausrüstung schädliche – Mischung aus Lehm und Wasser, was wohl auf Schleim und Rotz zurückgeht, denn diese Bedeutung hat „Schlatz“ in der süddeutschen Umgangssprache. Von mancher Seite wird auch behauptet, der Ausdruck Schlaz sei eine Abkürzung für „Schlufanzug“. (Schluf ist die Bezeichnung für eine Engstelle, die man nur kriechend bewältigen kann.).
Eine andere These ist die Wortherkunft aus der deutschen Militär- bzw. Behördensprache im Ersten Weltkrieg, wo Schl.Az. für „Schlupfanzug“ stand; das deutsche Pendant zum o. g. englischen Overall. Solche praktische Kombinationsbekleidung (Abk. Kombi) wurden dienstlich zuerst von frühen Flugzeugbesatzungen, später auch von Tank- (= Panzer-) Besatzungen, getragen.
„Sich anschlazen“ meint unter Höhlenforschern das Anziehen der Kluft.

## Entstehung
Ursprünglich war der Schlaz aus normalem Stoff. In den 1970er-Jahren kamen die ersten wasserdichten Motorradanzüge aus PVC auf den Markt, die sofort von den Höhlenforschern als ideale Bekleidung für ihre Tätigkeit entdeckt wurden. Mittlerweile gibt es verschiedene, speziell auf die verschiedenen Bedürfnisse der Höhlenforscher zugeschnittene Schlaze.

## Material

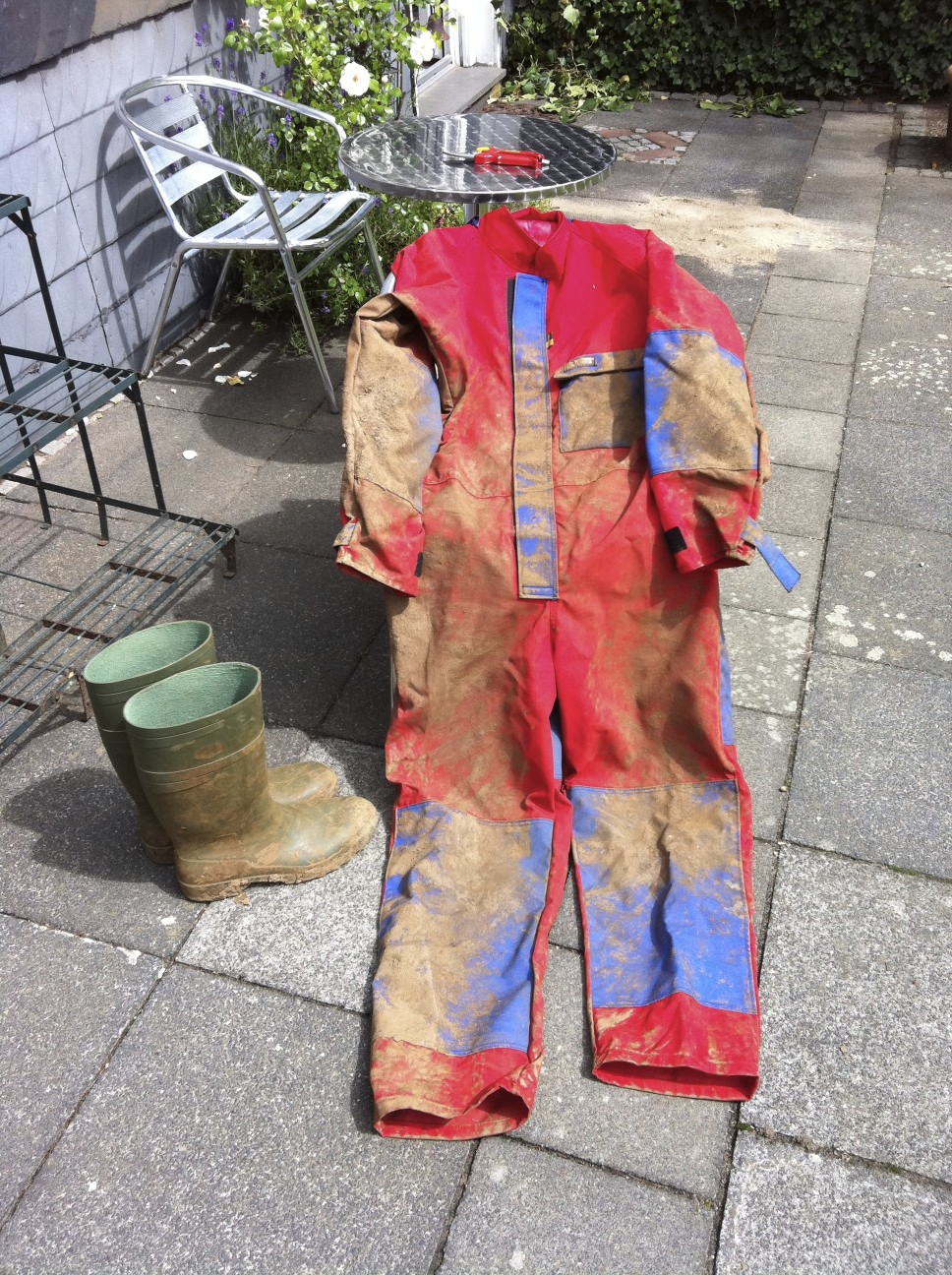
Cordura-Schlatz

Die Schlaze bestehen heute zumeist aus Synthetikstoff wie Polyamid (Nylon) oder PVC. Die wichtigste Eigenschaft ist, dass die Stoffe sehr widerstandsfähig gegen Abrieb sind und kaum reißen. Damit Stoffe aus Nylon (Markenname Cordura) wasserundurchlässig werden, werden sie manchmal mit Polyurethan oder Acryl beschichtet. Nylon-Schlaze sind auch mit Beschichtung nur bedingt wasserdicht. Für sehr nasse und schlammige Höhlen werden daher oft wasserdichte Schlaze aus PVC – so genannte Superschlaze – verwendet. Allerdings sind diese wesentlich steifer; sie sind auch nicht atmungsaktiv, so dass man innen durch Schweiß und Kondenswasser nass wird. Teilweise werden diese Materialien auch kombiniert: Unterteil wasserdicht aus PVC, Oberteil atmungsaktiv aus beschichtetem Nylon. Besonders beanspruchte Stellen wie Knie und Ellenbogen sind doppelt gearbeitet. Je nach Ausstattung besitzen sie auch eine Kapuze, Brusttasche oder einen Einschub für Kniepolster.
Da der Schlaz nur geringe Wärmedämmung bietet, wird als Unterbekleidung heute oft ein so genannter Unterschlaz, ein Overall aus Fleecematerial, getragen. In Wasserhöhlen, in denen man durch das Wasser kriechen oder schwimmen muss, wird unter dem Schlaz meist ein Anzug aus auch bei Nässe wärmeisolierendem Neopren getragen. Beim Höhlentauchen werden unter dem Schlaz auch Trockentauchanzüge getragen.